# Bolboleaus variolicolle
Bolboleaus variolicolle là một loài bọ cánh cứng trong họ Geotrupidae. Loài này được miêu tả khoa học năm 1915 bởi Lea.